# Liste der Baudenkmäler in Bergneustadt
Die Liste der Baudenkmäler in Bergneustadt enthält die denkmalgeschützten Bauwerke auf dem Gebiet der Stadt Bergneustadt im Oberbergischen Kreis in Nordrhein-Westfalen (Stand: Januar 2015). Diese Baudenkmäler sind in der Denkmalliste der Stadt Bergneustadt eingetragen; Grundlage für die Aufnahme ist das Denkmalschutzgesetz Nordrhein-Westfalen (DSchG NRW).

| Bild                        | Bezeichnung                                            | Lage                                                              | Beschreibung | Bauzeit          | Eingetragen seit | Denkmal- nummer |
| --------------------------- | ------------------------------------------------------ | ----------------------------------------------------------------- | --- | ---------------- | ---------------- | --------------- |
| weitere Bilder              | Fachwerk-Doppelhaus                                    | Denkmalbereich Altstadt Am freien Stuhl 1 + 3                     | |                  |                  |                 |
| weitere Bilder              | Fachwerkhauskomplex Haus 4/6/6a                        | Denkmalbereich Altstadt Burgstraße 4 (rechts im Bild)             | |                  |                  |                 |
| weitere Bilder              | Fachwerkhauskomplex Haus 4/6/6a                        | Denkmalbereich Altstadt Burgstraße 6 (links im Bild)              | |                  |                  |                 |
| weitere Bilder              | Fachwerkhauskomplex Haus 4/6/6a                        | Denkmalbereich Altstadt Burgstraße 6 a (rückwärtig hinter Haus 6) | |                  |                  |                 |
| weitere Bilder              |                                                        | Denkmalbereich Altstadt Hauptstraße 6                             | |                  |                  |                 |
| weitere Bilder              | Villa Krawinkel                                        | Denkmalbereich Altstadt Hauptstraße 9                             | klassizistische Steinvilla mit parkähnlichem Garten, umfasst mit Bruchsteinmauer. | 1880             |                  |                 |
|                             |                                                        | Denkmalbereich Altstadt Hauptstraße 11                            | |                  |                  |                 |
| weitere Bilder              |                                                        | Denkmalbereich Altstadt Hauptstraße 14                            | |                  |                  |                 |
| weitere Bilder              |                                                        | Denkmalbereich Altstadt Hauptstraße 20                            | |                  |                  |                 |
| weitere Bilder              | Haus Clarenbach; ehem. Bürgermeisterei u. Poststation; | Denkmalbereich Altstadt Hauptstraße 21                            | Anf. 19. J. Bürgermeisterei und erste Poststation in der Neustadt; nach einem Brand im Jahr 1988 wiederaufgebaut. |                  |                  |                 |
| weitere Bilder              |                                                        | Denkmalbereich Altstadt Hauptstraße 24 / Kirchstraße 5 A          | |                  |                  |                 |
| weitere Bilder              |                                                        | Denkmalbereich Altstadt Hauptstraße 30                            | |                  |                  |                 |
| weitere Bilder              |                                                        | Denkmalbereich Altstadt Hauptstraße 33                            | |                  |                  |                 |
|                             |                                                        | Denkmalbereich Altstadt Hauptstraße 45                            | |                  |                  |                 |
| weitere Bilder              | Jägerhof                                               | Denkmalbereich Altstadt Hauptstraße 47                            | |                  |                  |                 |
| weitere Bilder              | Krawinkelhaus                                          | Denkmalbereich Altstadt Hauptstraße 48                            | am Nordrand der Altstadt in der Nähe des Stadttores gelegen, gehört es zu den ältesten Häusern Bergneustadts; Stammhaus der Fam. Krawinkel, die im 19. J. vor Ort die größte Strickwarenfabrik errichtete. |                  |                  |                 |
| weitere Bilder              |                                                        | Denkmalbereich Altstadt Hauptstraße 49                            | |                  |                  |                 |
|                             |                                                        | Denkmalbereich Altstadt Hauptstraße 57                            | |                  |                  |                 |
| weitere Bilder              |                                                        | Denkmalbereich Altstadt Kirchstraße 9                             | |                  |                  |                 |
| weitere Bilder              | Evangelische Kirche                                    | Denkmalbereich Altstadt Kirchstraße 12                            | Vorgängerbau war die 1424 erstmals erwähnte Johannes-Kapelle, die innerhalb der 1355 fertig gestellten Burg "Veste Niestat" stand. Ende 17. J. entstand der tonnengewölbte, verputzte Bruchsteinsaal, 1749 wurde der markante Westturm vor das Kirchenschiff gesetzt, der von einer doppelten Zwiebelturmspitze gekrönt ist. |                  |                  |                 |
| weitere Bilder              |                                                        | Denkmalbereich Altstadt Kirchstraße 13                            | |                  |                  |                 |
| weitere Bilder              | Ehemaliges Pastorat                                    | Denkmalbereich Altstadt Kirchstraße 12 a                          | |                  |                  |                 |
|                             |                                                        | Denkmalbereich Altstadt Kirchstraße 22                            | |                  |                  |                 |
| weitere Bilder              |                                                        | Denkmalbereich Altstadt Kirchstraße 24                            | |                  |                  |                 |
| weitere Bilder              | Heimatmuseum Bergneustadt                              | Denkmalbereich Altstadt Wallstraße 1                              | das 2-geschoss. Fachwerkhaus ist seit 1984 Heimatmuseum; es werden Führungen angeboten: u.a. durch den histor. Gewölbekeller (f. Wintervorräte), Backhaus, Schmiede und gr. Feuerwehrhelmsammlung. | 2. Hälfte 18. J. |                  |                 |
| weitere Bilder              |                                                        | Denkmalbereich Altstadt Wallstraße 15                             | |                  |                  |                 |
|                             |                                                        | Denkmalbereich Altstadt Wallstraße 17                             | |                  |                  |                 |
| weitere Bilder              |                                                        | Denkmalbereich Altstadt Wallstraße 18                             | |                  |                  |                 |
|                             |                                                        | Schulstraße 12                                                    | |                  |                  |                 |
|                             | Wegekreuz Sühnekreuz                                   | Peter-Butz-Straße                                                 | |                  |                  |                 |
|                             | Kreuzwegstationen                                      | Friedhof Belmicke                                                 | |                  |                  |                 |
| Katholische Kirche St. Anna | Katholische Kirche St. Anna                            | Annastraße                                                        | |                  |                  |                 |
|                             |                                                        | Wolfschlader Weg 2                                                | |                  |                  |                 |
|                             |                                                        | Wolfschlader Weg 4                                                | |                  |                  |                 |
|                             |                                                        | Kölner Straße 55                                                  | |                  |                  |                 |
|                             |                                                        | Kölner Straße 59                                                  | |                  |                  |                 |
|                             |                                                        | Kölner Straße 201                                                 | |                  |                  |                 |
| weitere Bilder              | Villa                                                  | Kölner Straße 231                                                 | |                  |                  |                 |
|                             |                                                        | Kölner Straße 240                                                 | |                  |                  |                 |
|                             |                                                        | Kölner Straße 246                                                 | |                  |                  |                 |
| weitere Bilder              |                                                        | Kölner Straße 250 b – 258 b                                       | |                  |                  |                 |
|                             |                                                        | Richtstraße 6                                                     | |                  |                  |                 |
|                             |                                                        | Zur Drift 3                                                       | |                  |                  |                 |
|                             |                                                        | Zur Drift 4                                                       | |                  |                  |                 |
|                             |                                                        | Töschenwiese 35                                                   | |                  |                  |                 |
|                             |                                                        | Breslauer Straße 6                                                | |                  |                  |                 |
| weitere Bilder              |                                                        | Höh Nr. 2                                                         | |                  |                  |                 |
| weitere Bilder              |                                                        | Höh Nr. 4                                                         | |                  |                  |                 |
|                             |                                                        | Eckenhagener Straße 22                                            | |                  |                  |                 |
|                             |                                                        | Eckenhagener Straße 33/35                                         | |                  |                  |                 |
| weitere Bilder              |                                                        | Talsperrenstraße 21                                               | |                  |                  |                 |
| weitere Bilder              |                                                        | Dorfstraße 12                                                     | |                  |                  |                 |
|                             |                                                        | Mühlhofer Weg 33                                                  | |                  |                  |                 |
|                             |                                                        | Kapellenstraße 10                                                 | |                  |                  |                 |
|                             |                                                        | Kapellenstraße 34                                                 | |                  |                  |                 |
|                             |                                                        | Niederrengse Nr. 5                                                | |                  |                  |                 |
|                             | Scheune                                                | Niederrengse Nr. 9                                                | |                  |                  |                 |
|                             |                                                        | Niederrengse Nr. 11                                               | |                  |                  |                 |
| weitere Bilder              |                                                        | Niederrengse Nr. 14                                               | |                  |                  |                 |
|                             |                                                        | Kreuzstraße 11                                                    | |                  |                  |                 |
|                             |                                                        | Kreuzstraße 13                                                    | |                  |                  |                 |
|                             |                                                        | Kreuzstraße 20                                                    | |                  |                  |                 |
|                             |                                                        | Lieberhausener Straße 2                                           | |                  |                  |                 |
|                             |                                                        | Lieberhausener Straße 11                                          | |                  |                  |                 |
|                             |                                                        | Lieberhausener Straße 13                                          | |                  |                  |                 |
|                             |                                                        | Olper Straße 11                                                   | |                  |                  |                 |
| weitere Bilder              |                                                        | Olper Straße 57                                                   | |                  |                  |                 |
|                             |                                                        | Olper Straße 83                                                   | |                  |                  |                 |
|                             |                                                        | Olper Straße 286                                                  | |                  |                  |                 |
| weitere Bilder              |                                                        | Pustenbach Nr. 4                                                  | |                  |                  |                 |
| weitere Bilder              | Ehemaliges Pfarrgut                                    | Rosenthal 1                                                       | |                  |                  |                 |
|                             |                                                        | Heisterbacher Weg 2                                               | |                  |                  |                 |
|                             |                                                        | Heisterbacher Weg 9/11                                            | |                  |                  |                 |
| weitere Bilder              | Romanische Basilika (Evangelische Kreuzkirche)         | Martin-Luther-Straße                                              | |                  |                  |                 |
| weitere Bilder              | Grabsteine an der Kirche                               | Martin-Luther-Straße                                              | |                  |                  |                 |
| weitere Bilder              |                                                        | Martin-Luther-Straße 2                                            | |                  |                  |                 |
| weitere Bilder              |                                                        | Martin-Luther-Straße 3                                            | |                  |                  |                 |